# Gastrothrips ruficauda
Gastrothrips ruficauda är en insektsart som beskrevs av Ian A. Hood 1912. Gastrothrips ruficauda ingår i släktet Gastrothrips och familjen rörtripsar. Inga underarter finns listade i Catalogue of Life.